# We Are the Heroes
«We Are the Heroes» (Мы — герои) — песня белорусской рок-группы Litesound, представившая страну на музыкальном конкурсе Евровидение 2012 и занявшая 15 место из 18 во втором полуфинальном отборе.

## Информация о песне
Музыку и текст песни написали основатели группы братья Дмитрий и Владимир Карякины. «We Are the Heroes» была исполнена во время второго полуфинального отбора Евровидения 2012 24 мая и заняла 15 место из 18 возможных.
В национальном отборочном конкурсе EuroFest 2012 песня «We Are the Heroes» заняла второе место, уступив композиции «All My Life» Алёны Ланской. Однако после подозрений в фальсификации результата по итогам проверки и пересчёта голосов победителем официально была признана группа Litesound, которую выбрали и судьи и телезрители. 24 февраля 2012 года НГТРК РБ объявило, что группа Litesound будет представлять Белоруссию на Евровидении.
В марте 2012 года Litesound совместно с греческим продюсером Димитрисом Контопулосом создали и представили новую версию песни «We Are the Heroes» для Евровидения. Сингл с новой версией вышел в продажу 18 марта 2012 года.
В 2013 году песня получила международную премию Eurostar Award.
«We Are the Heroes» многократно перепевалась многими исполнителями. Песня стала популярной в Южной Африке в исполнении Nicholis Louw, а также Jan-Mattys van Lill.